# 史特拉斯堡前哨戰
史特拉斯堡前哨戰(Skirmishes at Strasburg)為美國南北戰爭期間河谷會戰中的數場小型衝突，具紀錄的有三場，時間為1862年3月，5月和6月。由於此類衝突帶來的影響不大，紀錄大都簡短，有些亦可能沒被紀錄，所以發生在史特拉斯堡的前哨戰的確實次數可能更多。
雪倫多亞河谷的史特拉斯堡位於維吉尼亞州的雪倫多亞縣，為該縣中最大的城市。

## 具紀錄之三場前哨戰

### 3月19日
3月19日，石牆傑克森率其南軍往雪倫多亞河谷迎戰南侵之北軍，至史特拉斯堡遭遇並攻擊詹姆斯·謝爾德茲(James Shields)準將之北軍。北軍撤退。

### 5月24日
自北軍大敗於皇家前線一役後，班克斯於5月24日率北軍從史特拉斯堡撤退，途中遭南軍5,000至6,000人截擊。北軍抵不住南軍一波接一波的攻勢而遺散。

### 6月2日至6日
6月1日的暴風夜使駐於史特拉斯堡的南軍疏於防範，貝阿德之北軍騎兵趁機突襲此地，擊潰南軍的後防。南軍主力匆匆組織防衛並一直後撤，5日，南軍撤退中途毀去一橋，以防其餘北軍支援追擊。6日，南軍將領Ashby陣亡。大雨使北軍中止追擊。

## 外部連結
（页面存档备份，存于）